# Oreobates quixensis
Oreobates quixensis är en groddjursart som beskrevs av Jiménez de la Espada 1872. Oreobates quixensis ingår i släktet Oreobates och familjen Strabomantidae. IUCN kategoriserar arten globalt som livskraftig. Inga underarter finns listade i Catalogue of Life.